# Promachus rectangularis
Promachus rectangularis là một loài ruồi trong họ Asilidae. Promachus rectangularis được Loew miêu tả năm 1854.